# Andy i dzika gimnastyka
Andy i dzika gimnastyka (ang. Andy's Wild Workout) – brytyjski serial fabularny, w Polsce emitowany na kanale CBeebies od 11 lutego 2019 roku.

## Fabuła
Andy rusza w podróż dookoła świata. Po drodze zwiedza najbardziej interesujące miejsca na Ziemi i poznaje wiele zwierząt. Uczy się ruszać się jak one, czyli maszerować jak mrówka, czołgać się jak chrząszcz czy puszyć jak paw.

## Obsada
- Andy Day[2]

## Wersja polska
Opracowanie i udźwiękowienie wersji polskiej: Studio Sonica
Dialogi polskie: Aleksandra Kołodziejek
Wystąpił:
- Piotr Bajtlik – Andy

Lektor tytułu serialu: Leszek Zduń